# Тимукуа (язык)
Тимукуа — изолированный язык, распространённый ранее в северной и центральной Флориде, юго-запад Джорджии, восток Алабамы среди народности тимукуа. К моменту испанской колонизации тимукуа был основным языком на данной территории — лингвистические и археологические свидетельства говорят, что он мог появиться в этих местах уже около 2000 до н. э. Существовало 11 диалектов, однако различия между ними были малыми, в основном диалекты служили для различения между племенами.
В 1763 г. немногие живые носители тимукуа были переселены на Кубу около Гаваны. В настоящее время язык исчез.
В настоящее время имеется только девять источников информации о языке тимукуа, включая переведенное на испанский язык письмо индейцев тимукуа королю Испании 1688 г. и два катехизиса, написанных на тимукуа и испанском отцом Грегорио де Мовилья в 1635 г. Большинство известных данных о языке происходят из работ отца Франсиско Пареха, францисканского миссионера, который в 1595 г. прибыл в Сан-Августин (ныне Флорида) и служил среди индейцев тимукуа 31 год. Он написал несколько испанско-тимукуанских катехизисов и составил грамматику тимукуанского языка.
В 2019 г. была обнаружена одна из книг Ф. Парехи, считавшаяся утраченной.

## Образец текста
Образец тимукуанского текста из опросника, который священники подготовили для беседы перед обращением в христианство:
Hachipileco, cacaleheco, chulusi eyolehecote, nahebuasota, caquenchabequestela, mota una yaruru catemate, caquenihabe, quintela manta bohobicho?
Верите ли вы, что если голубая сойка или другая птица поёт, и её тело дрожит, то это означает, что приходят люди или случится что-то важное?
Буквально: «Сойка поёт, или другая птица, и тело, мне кажется, дрожит, знак ли это, что люди приходят, или что-то новое, так ты веришь?»